# Antiga Casa de la Vila (Argentona)
L'Antiga Casa de la Vila és una casa consistorial d'Argentona (Maresme) inclosa a l'Inventari del Patrimoni Arquitectònic de Catalunya.

## Descripció
És un edifici situat al carrer Major de la Vila. Per l'estructura i disposició de la teulada, el seu origen devia ser una masia important dins el terme. Molt reformada a l'interior, conserva la porta dovellada. A la façana, les finestres i motllures d'estil gòtic senzill són alineades a la construcció. També els arcs dels finestrals, més propis de construccions civils d'origen reial o eclesiàstic que comunal o consistorial, foren afegits a finals del segle xix o principis del XX. També es va construir una balconada. Les finestres estan decorades amb vitralls de colors que reprodueixen escuts heràldics.